# 3 mars en sport
3 février 3 avril
Chronologies thématiques
- Croisades
- Ferroviaires
- Disney

 Le 3 mars (62e jour de l'année ou le 63e en cas d'année bissextile) en sport

## Événements

### XIXesiècle
- 1865 :
  - (Cricket) : Fondation de Club de Cricket de Worcestershire.
- 1873 :
  - (Rugby à XV) : match nul sans point à Glasgow entre l’Écosse et l’Angleterre[1].
- 1875 :
  - (Hockey sur glace) : premier match indoor de hockey sur glace à Montréal.
- 1877 :
  - (Football) : à Londres (Kennington Oval), l'Écosse s'impose 1-3 face à l'Angleterre devant 2 000 spectateurs.
- 1883 :
  - (Rugby à XV /Tournoi britannique) : malgré un score nul de 0 partout à Édimbourg, l'équipe d'Angleterre est déclarée vainqueur du match contre l'équipe d'Écosse au bénéfice du plus grand nombre d'essais marqués, deux pour les Anglais contre un pour les Écossais[2],[3]. Le XV de la Rose remporte donc la première édition du Tournoi britannique, décrochant au passage une triple couronne.
- 1888 :
  - (Football) : à Wrexham (Racecourse Ground), le pays de Galles s'impose 11-0 sur l'Irlande devant 3 500 spectateurs.
  - (Rugby à XV /Tournoi britannique) : l'Irlande bat le pays de Galles sur le score de 2 à 0 chez elle à Lansdowne Road[4]

### XXesièclede1951à2000
- 1973 :
  - (Formule 1) : Grand Prix automobile d'Afrique du Sud.
- 1979 :
  - (Formule 1) : Grand Prix automobile d'Afrique du Sud.
- 1980 :
  - (Formule 1) : Grand Prix automobile d'Afrique du Sud.

### XXIesiècle
- 2002 :
  - (Formule 1) : Grand Prix automobile d'Australie.
- 2016 :
  - (Biathlon /Championnats du monde) : début des Championnats du monde de biathlon 2016 qui se déroule jusqu'au 13 mars 2016 à Oslo en Norvège. Sur le relais mixte, victoire des Français Anaïs Bescond, Marie Dorin-Habert, Quentin Fillon Maillet et Martin Fourcade devant les Allemands Franziska Preuß, Franziska Hildebrand, Arnd Peiffer et Simon Schempp puis les Norvégiens Marte Olsbu, Tiril Eckhoff, Johannes Thingnes Bø et Tarjei Bø.
  - (Cyclisme sur piste /Championnats du monde) : chez les hommes, au Kilomètre contre-la-montre, victoire de l'Allemand Joachim Eilers devant le Néerlandais Theo Bos puis le Français Quentin Lafargue, sur la poursuite par équipes, victoire des Australiens devant les Britanniques et les Danois. Chez les femmes, au keirin, victoire de l'Allemande Kristina Vogel devant l'Australienne Anna Meares et la Britannique Rebecca James puis sur le scratch, la Britannique Laura Kenny s'impose devant la Néerlandaise Kirsten Wild et la Canadienne Stephanie Roorda.

## Naissances

### XIXesiècle
- 1871 :
  - Maurice Garin, cycliste sur route italien puis français. Vainqueur du Tour de France 1903, des Paris-Roubaix 1897 et 1898. († 19 février 1957).
- 1872 :
  - Willie Keeler, joueur de baseball américain. († 1er janvier 1923).
- 1879 :
  - Miltiades Manno, rameur et footballeur hongrois. († 16 février 1935).
- 1889 :
  - Victor Duvant, gymnaste français. Médaillé de bronze du concours général par équipes aux Jeux d'Anvers 1920. († 13 septembre 1963).
- 1895 :
  - Ernie Collett, hockeyeur sur glace canadien. Champion olympique aux Jeux de Chamonix 1924. († 21 décembre 1951).

### XXesièclede1901à1950
- 1903 :
  - Warren Kealoha, nageur américain. Champion olympique du 200 dos aux Jeux olympiques d'Anvers 1920 et aux Jeux de Paris 1924. († 8 septembre 1972).
- 1909 :
  - Joseph Ebner, footballeur hongrois puis français. († 16 janvier 1986).
- 1913 :
  - Luis Miró, footballeur puis entraîneur espagnol. († 15 septembre 1991).
- 1920 :
  - Julius Boros, golfeur américain. Vainqueur des US Open 1952 et 1963, puis de l'USPGA 1968. († 28 mai 1994).
- 1922 :
  - Nándor Hidegkuti, footballeur puis entraîneur hongrois. Champion olympique aux Jeux d'Helsinki 1952. (69 sélections en équipe nationale). Vainqueur de la Coupe d'Europe des vainqueurs de coupe 1961. († 14 février 2002).
- 1928 :
  - Raoul Barrière, joueur de rugby à XV français. (1 sélection en équipe de France).
- 1937 :
  - Eddie Perkins, boxeur américain. Champion du monde poids super-légers du 14 septembre 1962 au 15 décembre 1962 et du 15 juin 1963 au 18 janvier 1965. († 10 mai 2012).
- 1941 :
  - André Guy, footballeur français. (8 sélections avec l'équipe de France).
- 1948 :
  - Roger Duquesnoy, basketteur français. (28 sélections en équipe de France). († 13 août 2012).
- 1949 :
  - Régis Ovion, cycliste sur route français. Champion du monde de cyclisme sur route amateurs 1971.

### XXesièclede1951à2000
- 1951 :
  - Trevor Anderson, footballeur nord-irlandais. (22 sélections en équipe nationale).
  - Joël Pécune, joueur de rugby français. (10 sélections en équipe de France).
  - Eduard Rapp, cycliste sur piste soviétique puis russe. Champion du monde de cyclisme sur piste du kilomètre 1971 et 1974.
- 1953 :
  - Zico, footballeur puis entraîneur brésilio-portugais. Vainqueur de la Copa Libertadores 1981. (72 sélections en équipe nationale). Sélectionneur des équipes du Japon et d'Irak.
- 1955 :
  - Andreas Schulz, copilote de rallye-raid allemand.
- 1956 :
  - Zbigniew Boniek, footballeur puis entraîneur polonais. Vainqueur de la Coupe d'Europe des vainqueurs de coupe 1984 et de la Coupe des clubs champions 1985. (80 sélections en équipe nationale). Sélectionneur de l'équipe de Pologne.
- 1958 :
  - Bob Bradley, entraîneur de football américain. Sélectionneur de l'équipe des États-Unis de 2007 à 2011 puis de l'équipe d'Égypte de 2011 à 2013.
  - Gérard Colin, sauteur à ski puis entraîneur français.
  - Charles Hedrich, navigateur français.
- 1960 :
  - Neal Heaton, joueur de baseball américain.
- 1961 :
  - Vyacheslav Ivanenko, athlète de marche soviétique puis russe. Champion olympique du 50 km aux Jeux de Séoul 1988.
  - Perry McCarthy, pilote de courses automobile britannique.
  - Fatima Whitbread, athlète de lancer britannique. Médaillée de bronze du javelot aux Jeux de Los Angeles 1984 puis médaillée d'argent du javelot aux Jeux de Séoul 1988. Championne du monde d'athlétisme du javelot 1987. Championne d'Europe d'athlétisme du javelot 1986.
- 1962 :
  - Jackie Joyner-Kersee, athlète d'épreuves combinées et de sauts américaine. Médaillée d'argent de l'heptathlon aux Jeux de Los Angeles 1984, championne olympique de l'heptathlon et du saut en longueur aux Jeux de Séoul 1988, championne olympique de l'heptathlon et médaillée de bronze du saut en longueur aux Jeux de Barcelone 1992 et médaillée de bronze du saut en longueur aux Jeux d'Atlanta 1996. Championne du monde d'athlétisme du saut en longueur et de l'heptathlon 1987, championne du monde d'athlétisme du saut en longueur 1991 et championne du monde d'athlétisme de l'heptathlon 1993. Détentrice du record du monde du saut en longueur du 13 août 1987 au 11 juin 1988 et du record du monde de l'heptathlon depuis le 7 juillet 1986.
  - Elliott Quow, athlète de sprint américain.
  - Herschel Walker, joueur de foot U.S. américain.
- 1963 :
  - Michael Carter, cycliste sur route américain.
  - Martín Fiz, athlète de fond espagnol. Champion du monde d'athlétisme du marathon 1995. Champion d'Europe d'athlétisme du marathon 1994.
- 1964 :
  - Raúl Alcalá, cycliste sur route mexicain. Vainqueur du Tour du Mexique 1989.
  - Raymond Narac, copilote de rallyes automobile français.
- 1965 :
  - Dragan Stojković, footballeur puis entraîneur yougoslave puis serbe. (84 sélections avec l'équipe de Yougoslavie).
- 1967 :
  - Raymond Narac, pilote de courses automobile d'endurance français.
- 1968 :
  - Brian Leetch, hockeyeur sur glace américain. Médaillé d'argent aux Jeux de Salt Lake City 2002.
  - Jörg Stiel, footballeur suisse.
- 1970 :
  - Simon Biwott, athlète de fond kényan.
  - Inzamam-ul-Haq, joueur de cricket pakistanais. (120 sélections en test cricket).
  - Kristine Radford, joueuse de tennis australienne.
- 1972 :
  - Martin Procházka, hockeyeur sur glace tchèque. Champion olympique aux Jeux de Nagano 1998. Champion du monde de hockey sur glace 1996, 1999, 2000 et 2001.
- 1973 :
  - Zhang Lirong, athlète de fond chinoise.
- 1977 :
  - Stéphane Robidas, hockeyeur sur glace canadien.
  - Todor Stoykov, basketteur bulgare.
- 1978 :
  - Britta Carlson, footballeuse allemande. Championne d'Europe féminin de football 2005. Victorieuse de la Coupe féminine de l'UEFA 2005. (31 sélections en équipe nationale).
  - Formiga, footballeuse brésilienne. Médaillée d'argent aux Jeux d'Athènes 2004 et aux Jeux de Pékin 2008. (167 sélections en équipe nationale).
  - Nicolas Kiesa, pilote de courses automobile danois.
- 1979 :
  - Albert Jorquera, footballeur espagnol. Vainqueur des Ligue des champions 2006 et 2009.
- 1980 :
  - Fabien Tilliet, rameur français. Champion du monde d'aviron en huit 2004, champion du monde d'aviron quatre de pointe poids légers 2005, champion du monde d'aviron en deux de pointe poids légers 2009 et 2010. Champion d'Europe d'aviron quatre de pointe poids légers 2009 et champion d'Europe d'aviron en deux de pointe poids légers 2010.
- 1981 :
  - László Nagy, handballeur hongrois. Vainqueur de la Ligue des champions 2005 et 2011, de la Coupe EHF de handball 2003. (153 sélections en équipe nationale).
- 1982 :
  - Nicolas Armindo, pilote de courses automobile d'endurance franco-portugais.
- 1983 :
  - Marie-Pier Boudreau Gagnon, nageuse de synchronisée canadienne.
  - Cyril Lemoine, cycliste sur route français.
  - Sarah Poewe, nageuse sud-africaine puis allemande. Médaillée de bronze du relais 4 × 100 m aux Jeux d'Athènes 2004. Championne d'Europe de natation du 100 m brasse et du relais 4 × 100 m 4 nages 2012.
  - Huang Xiaoxiao, athlète de haies chinoise. Championne d'Asie d'athlétisme du 400 m haies et du relais 4 × 400 m 2003 puis championne d'Asie d'athlétisme du 400 m haies 2005.
- 1984 :
  - Baptiste Cransac, basketteur français.
  - Petra Lammert, athlète de lancers de poids allemande.
  - Marie-Gaianeh Mikaelian, joueuse de tennis suisse.
  - Aleksandr Siomine, hockeyeur sur glace russe. Champion du monde de hockey sur glace 2008 et 2012.
- 1985 :
  - David Davies, nageur britannique. Médaillé de bronze du 1 500m aux Jeux d'Athènes 2004 puis d'argent du marathon 10km en eau libre aux Jeux de Pékin 2008.
  - Domien Loubry, basketteur belge.
  - Robert Vaden, basketteur américain.
  - Mariel Zagunis, sabreuse américaine. Championne olympique en individuelle aux Jeux d'Athènes 2004 puis championne olympique en individuelle et médaillée de bronze par équipes aux Jeux de Pékin 2008. Championne du monde d'escrime par équipes 2005, championne du monde d'escrime en individuelle 2009 et 2010.
- 1986 :
  - Florian Marange, footballeur français.
  - Issama Mpeko, footballeur congolais. (22 sélections en équipe nationale).
- 1987 :
  - Audrey Amiel, joueuse de rugby à XV et à sept française.
  - Jesus Padilla, footballeur mexicain.
- 1988 :
  - Ezinne Okparaebo, athlète de sprint norvégienne.
  - Sandra Sepúlveda, footballeuse colombienne. (49 sélections en équipe nationale).
- 1989 :
  - Christine de Bruin, bobeuse canadienne.
  - Benjamin Fall, joueur de rugby à XV français. (8 sélections en équipe de France).
  - Shūichi Gonda, footballeur japonais.
  - Emmanuelle Gorjeu, basketteuse française.
  - Kian Hansen, footballeur danois.
  - Diana Ospina, footballeuse colombienne. (69 sélections en équipe nationale).
- 1990 :
  - Cornel Fredericks, athlète de haies sud-africaine.
  - Jakub Kudláček, basketteur tchèque.
  - Pierre Le Corre, triathlète français. Champion d'Europe de triathlon en individuel 2018.
  - Grégoire Marche, joueur de squash français. Champion d'Europe de squash par équipes 2015 et 2017.
  - Emmanuel Rivière, footballeur français.
  - Mohammad Shaher Hussein, basketteur jordanien.
- 1991 :
  - Filippo Lanza, volleyeur italien. Médaillé d'argent aux Jeux de Rio 2016. (113 sélections en équipe nationale).
  - Andreas Wolff, handballeur allemand. Médaillé de bronze aux Jeux de Rio 2016. Champion d'Europe masculin de handball 2016. Vainqueur de la Coupe de l'EHF masculine 2019. (87 sélection en équipe nationale).
- 1992 :
  - Simone Boye Sørensen, footballeuse danoise. (85 sélections en équipe nationale).
- 1993 :
  - Nicole Gibbs, joueuse de tennis américaine.
  - Antonio Rüdiger, footballeur allemand. Vainqueur de la Ligue Europa 2019. (35 sélections en équipe nationale).
  - Stine Skogrand, handballeuse norvégienne. Championne du monde de handball féminin 2015. Championne d'Europe de handball féminin 2016. (23 sélections en équipe nationale).
  - Dion Smith, cycliste sur route néo-zélandais.
- 1994 :
  - Guro Bergsvand, footballeuse norvégienne. (23 sélections en équipe nationale).
  - Jonathan Castro Otto, footballeur espagnol.
  - Luna Gevitz, footballeuse danoise. (23 sélections en équipe nationale).
  - Gaetano Monachello, footballeur italien.
  - Hikaru Naomoto, footballeuse japonaise. Championne d'Asie de football 2014 et 2018. (33 sélections en équipe nationale).
  - Abdoulaye Touré, footballeur franco-guinéen. (8 sélections avec l'équipe de Guinée).
- 1996 :
  - Aldana Cometti, footballeuse argentine. Victorieuse de la Copa Libertadores féminine 2018. (49 sélections en équipe nationale).
  - Cameron Johnson, basketteur américain.
- 1997 :
  - Rob Leota, joueur de rugby à XV australien. (20 sélections en équipe nationale).
- 1998 :
  - Jayson Tatum, basketteur américain.
  - Jacobus van Tonder, joueur de rugby à XV sud-africain.
- 1999 :
  - Markus Howard, basketteur américain.
  - Corey Kispert, basketteur américain.
  - Deanne Rose, footballeuse canadienne. Médaillée de bronze aux Jeux de Rio 2016 et championne olympique aux Jeux de Tokyo 2020. (66 sélections en équipe nationale).

### XXIesiècle
- 2002 :
  - Lorenzo Germani, cycliste sur route italien.
  - Lorenzo Musetti, joueur de tennis italien.
- 2004 :
  - Chris Brady, footballeur américain.
- 2005 :
  - Severin Nioule, footballeur ivoirien.
  - Marco Palestra, footballeur italien.

## Décès

### XXesièclede1901à1950
- 1927 :
  - J. G. Parry-Thomas, 42 ans, pilote de courses automobile britannique. Détenteur du Record de vitesse terrestre du 27 avril 1926 au 4 février 1927. († 6 avril 1884).
- 1942 :
  - Yvonne Prévost, 63 ans, joueuse de tennis française. Médaillée d'argent du simple et du double mixte aux Jeux de Paris 1900. Victorieuse du tournoi de Roland Garros 1900. (° 8 juin 1878).
- 1946 :
  - Pauline Whittier, 69 ans, golfeuse américaine. Médaillée d'argent aux Jeux de Paris 1900. (° 9 décembre 1876).

### XXesièclede1951à2000
- 1953 :
  - Josef Fischer, 88 ans, cycliste sur route allemand. Vainqueur Paris-Roubaix 1896 et de Bordeaux-Paris 1900. (° 20 janvier 1865).
  - James J. Jeffries, 77 ans, boxeur américain. Champion du monde poids lourds de boxe de 1899 à 1905. (° 15 avril 1875).
- 1959 :
  - William Bancroft, 88 ans, joueur de rugby gallois. Vainqueur du Tournoi britannique de rugby à XV 1893 et 1900. (33 sélections en équipe nationale). (° 2 mars 1871).
  - Paul Nicolas, 59 ans, footballeur puis dirigeant sportif français. (35 sélections en équipe de France. (° 4 novembre 1899).
- 1969 :
  - Fred Alexander, 88 ans, joueur de tennis américain. Vainqueur de Open d'Australie 1908. (° 14 août 1880).
- 1972 :
  - Victor Denis, 83 ans, footballeur français. (1 sélection en équipe de France). (° 12 janvier 1889).
- 1992 :
  - Lella Lombardi, 50 ans, pilote de F1 et de courses automobile d'endurance italienne. (° 26 mars 1941).

### XXIesiècle
- 2005 :
  - Roger Martine, 75 ans,  joueur de rugby puis entraîneur français. (25 sélections en équipe de France). (° 3 janvier 1930).
  - Rinus Michels, 77 ans, footballeur puis entraîneur néerlandais. (5 sélections en équipe nationale). Sélectionneur de l'équipe des Pays-Bas. (° 9 février 1928).
- 2007 :
  - Benito Lorenzi, 81 ans, footballeur italien. (14 sélections en équipe nationale). (° 30 décembre 1925).
  - Gene Oliver, 71 ans, joueur de baseball américain. (° 22 mars 1935).
- 2008 :
  - Norm O'Neill, 71 ans, joueur de cricket australien. (42 sélections en test cricket). (° 19 février 1937).
- 2009 :
  - Sebastian Faisst, 20 ans, handballeur allemand. (° 7 mars 1988).
- 2012 :
  - Dave Charnley, 76 ans, boxeur anglais. (° 10 octobre 1935).
- 2017 :
  - Raymond Kopa, 85 ans, footballeur français, (45 sélections en équipe de France). (° 13 octobre 1931).
- 2018 :
  - Roger Bannister, 88 ans, athlète de demi-fond britannique. Champion d'Europe d'athlétisme du 1 500 m 1954. (° 23 mars 1929).
- 2020 :
  - Nicolas Portal, 40 ans, cycliste sur route puis directeur sportif français. (° 23 avril 1979).
- 2022 :
  - Maryan Wisnieski, 85 ans, footballeur français. (33 sélections en équipe de France). (° 1er février 1937).